# Танзанија на Светском првенству у атлетици на отвореном 2023.
Танзанија је учествовала на 19. Светском првенству у атлетици на отвореном 2023. одржаном у Будимпешти од 19. до 27. августа деветнаести пут, односно, учествовала је на свим првенствима до данас. Репрезентацију Танзаније представљао је 1     атлетичар који се такмичио у маратону.,
На овом првенству такмичар Танзаније није освојио ни једну медаљу нити је постигао неки резултат јер није завршио трку.

## Учесници
Мушкарци: 
- Алфонс Феликс Симбу — Маратон

## Резултати

### Мушкарци
| Атлетичар           | Дисциплина | Лични рекорд | Квалификације | Квалификације | Полуфинале | Полуфинале | Финале            | Финале            | Детаљи |
| Атлетичар           | Дисциплина | Лични рекорд | Резултат      | Место         | Резултат   | Место      | Резултат          | Место             | Детаљи |
| ------------------- | ---------- | ------------ | ------------- | ------------- | ---------- | ---------- | ----------------- | ----------------- | ------ |
| Алфонс Феликс Симбу | Маратон    | 2:06:19      |               |               |            |            | Није завршио трку | Није завршио трку |        |